# إتش تي سي وان (إم 8)
إتش تي سي ون (M8) (بالإنجليزية: HTC One (M8)) هو هاتف ذكي من إتش تي سي ضمن سلسلة إتش تي سي ون يعمل بنظام أندرويد تم الكشف عنه في مارس 2014، تم طرحه في الأسواق في 25 مارس 2014 (M8 للأندرويد) 20 أغسطس 2014 (M8 للويندوز).

## الخصائص
- نظام التشغيل: أندرويد
- الكاميرا الأمامية: 5 ميجابكسل
- الكاميرا الخلفية: 4 ميجابكسل
- الشاشة: إل سي دي
- الوزن: 160 غ (5.6 أونصة)
- المعالج: 26 جيجا هرتز رباعي النواة
- الذاكرة: 2 جيجابايت
- التخزين: 32 جيجابايت

## وصلات خارجية
- الموقع الإلكتروني